# گیرلاخوو
گیرلاخوو (به لاتین: Gierlachów) یک روستا در لهستان است که در گمینا دویکوزه واقع شده‌است. گیرلاخوو ۲۲۰ نفر جمعیت دارد.